# Legio V Alaudae
Legio V Alaudae (V легіон Жайворонків) — римський легіон. Інша назва — V Гальський легіон. Його символ присутній на монетах імператора Клавдія. Назва походить від кельтського слова, що значить чуб жайворонка, на який були схожі гребені шоломів легіонерів цього підрозділу.

## Історія
Сформовано у 52 році до н. е. Гаєм Юлієм Цезарем під час Галльської війни з мешканців Трансальпійської Галлії, яким він потім надав римське громадянство. Сформований без сенатського дозволу легіон не мав права на платню, що виплачувалася Римом, тому Цезар постачав його за свій рахунок з військової здобичі. Лише пізніше сенат визнав існування V легіону і дозволив виплати. Першим його легатом був Гай Каніній Ребіл. Відзначився у війні проти галлів на чолі із Амбіорігом у 51 році до н. е.
У 49 році до н. е. бився на боці Цезаря проти Гнея Помпея Великого. Того ж року зайняв Апулію, а незабаром на чолі із Марком Антонієм переправився до Діррахіуму, проте у битві при Фарсалі 48 року до н. е. участі не брав. У 46 році до н. е. відзначився під час війни в Африці (битви при Узіті та Тапсі) і, особливо, проти слонів царя Юби, тому Цезар дав йому дозвіл зобразити на своїх значках слона. У 45 році до н. е. відзначився у битві при Мунді, коли остаточно були розбиті помпеянці. Того ж року Цезар спрямував його з 5 іншими легіонами до Македонії, де вони повинні були чекати, коли він поведе їх проти парфян.
Після загибелі Цезаря у 44 році до н. е. легіон перейшов на бік Марка Антонія. У 43 році до н. е. бився при Галльському Форумі та Мутіні проти сенатської армії на чолі із Гірцієм та Октавіаном, врятувавши Антонія. У 42 році до н. е. був у битві при Філіппах, де були подолані республіканці. Був у складі військ Антонія під час парфянської війни у 36-34 роках до н. е. після цього перейшов у резерв, а ветерани отримали землі у Бериті (провінція Сирія). деякі ветерани отримали землі у м. Лігерес Бебіана (сучасне м. Маччія).
З 30 року до н. е. перебував в Іспанії. З 29 до 25 року до н. е. брав участь у Кантабрійських війнах. Згодом розташовувався у різних містах провінції Тарраконська Іспанія. У 19 році до н. е. Октавіан Август відправив легіон до Рейну, де 16 року до н. е. легіон зазнав невдачі та втратив свого орла під час битви з германськими племенами сігамбрів, узіпетів та тенктерів. Після цього з 12 до н. е. до 9 року н. е. на чолі із Друзом Старшим та Тиберієм бився проти германських племен. У 9 році до н. е. першим дістався річки Альба (сучасна Ельба). Після цього до 9 року н. е. стояв в Хальтерні (в сучасній долині Ліппе), 60 км східніше Рейну.
З 11 року отаборився у Кастрі Ветері (сучасне м. Ксантен). У 13 році разом з іншими легіонами був підпорядкований Германіку. У 14 році після смерті Августа легіонери виступили проти Тиберія, знищивши низку центуріонів. Тоді врятувався Кассій Херея, майбутній вбивця імператора Калігули. Проте це заворушення було вгамовано, під загальним командуванням Германіка та разом з іншими легіонами воював проти германських племен, завдавши поразки племенам узіпетів, бруктерів та тубантів.
У 21 році легіон разом з Legio I Germanica, Legio XX Valeria Victrix, Legio XXI Rapax під загальним командуванням Торквата Новеллія Аттіка придушував повстання галльських племен андекавіїв та туронів.
У 28 році відзначився під час походу Луція Апронія проти племені фризів, врятувавши одного з командувачів — Цетега Лабеона. У 40 році планувалася задіяти легіон у поході імператора Калігули для захоплення Британії. Тому під головуванням легата Тіберія Еліана рушили до узбережжя Галлії, проте похід не відбувся. З 43 року за наказом імператора Клавдія вексилярії легіону брали участь у завоюванні Британії. У 47 році був у складі армії Гнея Доміція Корбулона, що воювала проти племен фризів та хавків.
У 69 році після загибелі імператора Нерона легіон визнав правителем Гальбу, а згодом — Вітеллія. Під орудою Фабія Валента рушив до Італії, бився при Бедріаці проти імператора Отона та при Кремоні  (під командуванням Фабія Фабулла)— проти Веспасіана. Деякі частини легіону, що залишилися у форті Ветері (на рейнському кордоні) потрапили в облогу повсталих батавів. Вони були вимушені здатися, а згодом підступно перебиті.
За імператора Веспасіана легіон переміщено до Нижньої Мезії, де захищав кордони від племен даків та сарматів. В подальшому у 86 році за імператора Доміціана брав участь у війні із даками, проте зазнав нищівної поразки, втративши свого орла, після чого припинив  існування.